# San Bernardino da Siena prega la Madonna di Loreto
San Bernardino da Siena prega la Madonna di Loreto, noto anche come San Bernardino da Siena e san Francesco d'Assisi pregano la Madonna di Loreto, è un dipinto a olio su tela (240x148 cm) eseguito da Giovanni Francesco Barbieri, detto Guercino, intorno al 1618 e ubicato nella Civica Pinacoteca il Guercino a Cento. 

## Storia
L'opera, firmata "IO FRANC. BARBERIUS FECIT", fu commissionata dalla famiglia Cavalieri, che era proprietaria del quinto altare del lato destro della Chiesa di San Pietro a Cento, affidata alle cure pastorali dell'Ordine francescano dal 1539. Fu menzionata per la prima volta da Francesco Scannelli nel 1657, quando il Guercino era ancora vivo. Carlo Cesare Malvasia, nel Ristretto de' successi del Guercino, aveva erroneamente collocata la pala nella chiesa di San Bernardino, quando in realtà non esiste alcuna chiesa di San Bernardino in Cento. L'errore fu corretto nella seconda edizione della Felsina Pittrice. L'opera è sempre rimasta nella sua sede originaria, nonostante un tentativo di acquisto da parte del  pittore Giuseppe Maria Crespi, che la voleva donare a  papa Benedetto XIV con l'intento di trasferire l'opera in un'altra sede (Roma o Bologna) perché lì dov'era veniva danneggiata dall'umidità. Il tentativo non ebbe successo e il dipinto era ancora nella sua sede originaria quando, nel 1796, fu requisito dalle truppe napoleoniche. Nel 1816 l'opera rientrò a Cento dove fu collocata provvisoriamente nella chiesa del Rosario, per poi confluire nella appena istituita Pinacoteca civica nel 1839.

## Descrizione e stile

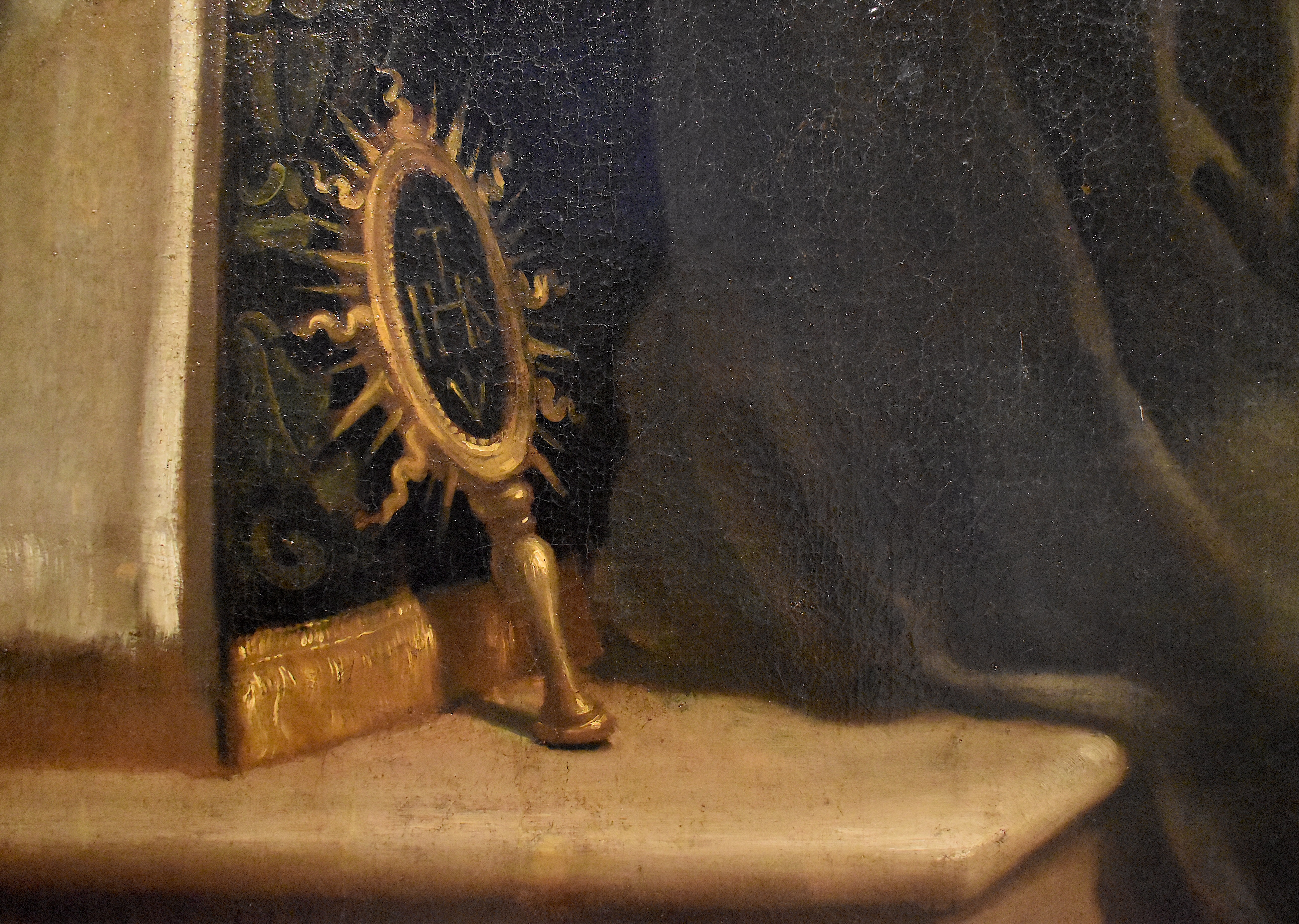
Dettaglio del cristogramma IHS

San Bernardino da Siena è raffigurato in ginocchio, in atteggiamento orante, di fronte all'immagine lignea della Madonna di Loreto con il Bambino, che appare sotto un drappo sollevato da due angioletti. "L'ombra che avvolge il volto della Madonna fa sì che esso "presenti quella oscurità che il tempo ha dato all'Immagine di Nostra Signora di Loreto." Di fianco a san Bernardino, riconoscibile dall'abito francescano e il tondo raggiato col cristogramma IHS, vi è un altro francescano, che si è potuto identificare con san Francesco d'Assisi solamente dopo il restauro effettuato in occasione della mostra del 1967, che ha messo in evidenza le stigmate. Francesco Scannelli riferendosi a questa tela e ad altre due (La Madonna della Ghiara con i Santi Pietro, Carlo Borromeo, un angelo e il donatore e i Santi Benedetto e Francesco) scrive: "tutte della solita straordinaria bella naturalezza, e così rilevate, e vere in apparenza, che paiono alcune figure fuori delle tele". A sua volta Jacopo Alessandro Calvi ribadisce "una grandiosa facilità, con un ardimento sommo di pennello, oltre la solita bella macchia, rende tale pittura in singolar modo pregevole e rara". Dopo la fase di oscuramento della fortuna critica del Guercino, durata dalla seconda metà del XIX secolo, fino a tutta la prima metà del XX secolo, con Denis Mahon e altri critici inizia la rinascita del Guercino, che sfocia nella mostra del 1959, il cui curatore Gian Carlo Cavalli scrive: "la pennellata irruente, neoveneziana di Ludovico Carracci, riformata dall'agitazione bassa della luce già secentesca, induce il giovane pittore a mescolare la tenue sensualità dello Scarsellino in un'aria di densità e di più aspra naturalezza".